# Vetenskapsradion På djupet
Vetenskapsradion På djupet är ett populärvetenskapligt program i Sveriges Radio P1 med programförklaringen Vi går på djupet i forskningen och är med där den nya kunskapen som förändrar vår värld tas fram. Producenter är Camilla Widebeck och Peter Normark.
Programmet sänds i Sveriges Radio P1 på måndagar och tisdagar, första programmet sändes i januari 2020.